# Felipe Fraga
Felipe Fraga (ur. 3 lipca 1995 roku w Jacundá) – brazylijski kierowca wyścigowy.

## Kariera

### Formuła Renault
Fraga rozpoczął karierę w jednomiejscowych samochodach wyścigowych w wieku 17 lat w 2012 roku w Formule Renault. W tym roku rozpoczął starty w Europejskim Pucharze Formuły Renault 2.0 oraz w Alpejskiej Formule Renault. W obu tych seriach Francuz podpisał kontrakt z francuską ekipą Tech 1 Racing. W serii alpejskiej stanął na podium podczas wyścigu na torze w Pau oraz w czasie eliminacji na Circuit de Catalunya, zaś w europejskim pucharze pojawił się na podium raz - w wyścigu na torze Circuit de Catalunya. Brazylijczyk zdobył w Europejskim Pucharze Formuły Renault 2.0 oraz w Alpejskiej Formule Renault odpowiednio 21 i 52 punkty, co uplasowało go odpowiednio na 18 i 9 pozycji w klasyfikacji generalnej.

### Brazilian Touring Car Championship
Na sezon 2013 Fraga podpisał kontrakt z W2 Racing na starty w Brazilian Touring Car Championship. W ciągu ośmiu wyścigów, w których wystartował, pięciokrotnie stawał na podium, w tym czterokrotnie na jego najwyższym stopniu. Uzbierane 160 punktów pozwoliło mu zdobyć tytuł mistrza serii.

## Statystyki
| Sezon | Seria                                 | Zespół           | Wyścigi | Zwycięstwa | PP | NO | Podium | Punkty | Pozycja |
| ----- | ------------------------------------- | ---------------- | ------- | ---------- | -- | -- | ------ | ------ | ------- |
| 2012  | Europejski Puchar Formuły Renault 2.0 | Tech 1 Racing    | 8       | 0          | 0  | 0  | 1      | 21     | 18      |
| 2012  | Alpejska Formuła Renault 2.0          | Tech 1 Racing    | 14      | 0          | 0  | 0  | 2      | 52     | 9       |
| 2013  | Brazilian Touring Car Championship    | W2 Racing        | 8       | 4          | 6  | 4  | 5      | 160    | 1       |
| 2013  | Top Race V6 Argentina                 | ABH Sport        | 2       | 0          | 0  | 0  | 0      | 0      | 19      |
| 2014  | Stock Car Brasil                      | Vogel Motorsport | 21      | 2          | 1  | 2  | 3      | 104    | 15      |